# Выдубичи
Вы́дубичи (укр. Видубичі) — историческая местность в Киеве (другие названия: Выдыбичи, Выдобычи). Урочище на южной окраине Киева, состоит из склона Зверинецкого холма и низменности на правом (западном) берегу Днепра. В нынешнее время является частью Печерского района.

## История
Согласно летописи, название произошло от того, что в этом месте якобы выплыл («выдыбал») деревянный идол бога Перуна, сброшенный в Днепр с языческого капища на Старокиевской горе после крещения Руси. В 1070—1077 годах киевский князь Всеволод Ярославич построил здесь свою летнюю резиденцию, названную Красный двор и более известную как Зверинец, и основал со временем в этой местности Выдубицкий монастырь. В древних летописях упоминается, что ряд известных деятелей средневековья, среди которых князья Игорь Ольгович, Владимир Мономах, Василько Теребовльский, Даниил Галицкий, либо останавливались в Выдубичах, либо издавали указы и законы, так или иначе затронувшие Выдубичи.
На данный момент местность ограничена Надднепрянским шоссе, Железнодорожным шоссе, улицей Сапёрно-Слободской и улицей Михаила Бойчука.

## Транспорт
Неподалёку от Выдубицкого монастыря находится пассажирский пересадочный узел, включающий станцию метро Выдубичи, автостанцию Выдубичи и железнодорожные остановочные пункты Выдубичи и Выдубичи-Трипольские.

## Иллюстрации
- Выдубицкий монастырь
- Выдубицкий монастырь
- Выдубицкий монастырь
- Выдубицкий монастырь
- Станция метро «Выдубичи»
- Железнодорожная платформа станции Выдубичи